# Pearl Jam 2015 Latin America Tour
Pearl Jam 2015 Latin America Tour – dziewiętnasta trasa koncertowa grupy muzycznej Pearl Jam, obejmująca wyłącznie Amerykę Południową, obejmuje osiem koncertów.
1. 4 listopada 2015 – Santiago, Chile – Estadio Nacional Julio Martínez Prádanos
2. 7 listopada 2015 – La Plata, Argentyna – Estadio Ciudad de la Plata
3. 11 listopada 2015 – Porto Alegre, Brazylia – Arena do Grêmio
4. 17 listopada 2015 – Brasília, Brazylia – Estádio Nacional Mané Garrincha
5. 20 listopada 2015 – Belo Horizonte, Brazylia – Estadio Mineirão
6. 22 listopada 2015 – Rio de Janeiro, Brazylia – Maracanã Stadium
7. 25 listopada 2015 – Bogotá, Kolumbia – Simón Bolivár Park
8. 28 listopada 2015 – Meksyk, Meksyk – Foro Sol